# Borís Messerer
Borís Assàfovitx Messerer, rus: Бори́с Аса́фович Мессере́р (15 de març de 1933, Moscou) és un artista teatral soviètic i rus, escenògraf i professor. President de l'Associació d'Artistes de Teatre, Cinema i Televisió de Moscou. Acadèmic de l'Acadèmia de les Arts de Rússia (1997, Membre Corresponent de 1990). Artista Popular de la Federació de Rússia (1993). Guanyador dels dos premis estatals de la Federació de Rússia (1995, 2002). Membre de la Unió d'Artistes de la Unió Soviètica el 1960, Unió de Treballadors del Teatre de la Federació de Rússia i Unió de Cinematògrafs de la Federació de Rússia.

## Família
- Pare - Asaf Messerer
- Mare - Anel Sudakévitx
- Cosina - Maia Plissétskaia

Primera esposa: Nina Txistova, ballarina
- Fill - Aleksandr Messerer - pintor. Set fills, Ània, Maixa, Liova, Nina, Boria, Saixa, Sofia.

Segona esposa: Bel·la Akhmadúlina

## Premis
- 1995 - Premi Estatal de la Federació Russa en el camp de l'art
- 2001 - Medalla d'or de l'Acadèmia de les Arts russes
- 2002 - Premi Estatal de la Federació Russa en el camp del disseny
- 2003 - Orde d'honor
- 2008 - Crystal Turandot[3]
- 2008 - Orde "Per mèrits a la pàtria" 4a classe[4][5]
- 2013 - Orde de l'amistat